# ستيف مارتن (لاعب كرة قدم أمريكية أمريكي)
ستيف مارتن (بالإنجليزية: Steve Martin)‏ هو لاعب كرة قدم أمريكية أمريكي، ولد في 31 مايو 1974 في سانت بول في الولايات المتحدة.

## وصلات خارجية
- ستيف مارتن على موقع مرجع كرة القدم المحترفة.كوم (الإنجليزية)